# Флаг Омской области
Флаг О́мской области является официальным символом Омской области Российской Федерации.

## Описание
Флаг Омской области представляет собой прямоугольное полотнище из трёх равновеликих вертикальных полос: правой и левой красного цвета и средней белого цвета. По центру белой полосы размещён вертикальный волнистый лазоревый столб, составляющий 1/3 её ширины.
Отношение ширины флага к его длине 2:3.

### Толкование символики
Основным фоном флага Омской области является красный цвет. Он символизирует храбрость, мужество, неустрашимость. Это цвет жизни, милосердия и любви
Белый цвет — символ благородства, чистоты, справедливости, великодушия. Одновременно белый цвет указывает на климатические особенности Сибири
Волнистый лазоревый (голубой) столб символизирует реку Иртыш, главную водную артерию Омской области. Аллегорически лазурь отражает красоту, величие, мягкость

## История
По некоторым данным в качестве флага Омской области областной думой в середине 1990-х гг. был принят старый флаг РСФСР, но флаг не был окончательно утвержден.
В 2002-2003 гг. в целом концепция флага Омской области была одобрена ГерСоветом при Президенте РФ, но было предложено заменить белую полосу на золотую (желтую), чтобы флаг области был согласован с гербом. Тем не менее был принят первоначальный вариант с белой полосой.